# Astragalus magnificus
Astragalus magnificus är en ärtväxtart som beskrevs av Alfred Alekseevich Kolakovsky. Astragalus magnificus ingår i släktet vedlar, och familjen ärtväxter. Inga underarter finns listade i Catalogue of Life.